# ファイアフライ (砲艦)
| 砲艦「ファイアフライ」 | |
| 艦歴                   | |
| 計画                   | 1915年イギリス海軍戦時緊急計画 |
| 発注                   | 建造：ヤーロー社スコッツタウン造船所 組立：アーバーダーン造船所 |
| 起工                   | 1915年 |
| 進水                   | 1915年 |
| 就役                   | 1915年7月 |
| 再就役                 | 1915年12月12日に「セルマーン・パーク」として就役 |
| その後                 | 1924年6月14日撃沈 |
| 除籍                   | |
| 艦級                   | フライ級砲艦 |
| 性能諸元               | |
| 排水量                 | 常備：98トン 満載：-トン |
| 全長                   | 38.4m |
| 水線長                 | -m |
| 全幅                   | 6.1m |
| 吃水                   | 0.6m |
| 機関                   | ヤーロウ式石炭・重油混焼水管缶1基 +直立三段膨張式レシプロ機関1基1軸推進 |
| 最大出力               | 175hp |
| 最大速力               | 9.5kt |
| 航続距離               | -/-海里 |
| 燃料                   | 石炭：5トン 重油：10トン |
| 乗員                   | 22名 |
| 兵装（モス）           | アームストロング 10.2cm（40口径）単装速射砲1基 オチキス 5.7cm（40口径）単装速射砲1基 ヴィッカース 4.7cm（50口径）単装速射砲1基 ヴィッカース 4cm（39口径）単装ポムポム砲1基 7.7mm（94口径）単装機銃4丁 |

ファイアフライ (HMS Firefly) はイギリス海軍の砲艦。フライ級。

## 兵装

### 主砲
主砲は「アームストロング 10.2cm（40口径）速射砲」である。その性能は14.1kgの砲弾を仰角20度で8,780mという射程を得ている。砲架の俯仰能力は仰角20度・俯角10度である。旋回角度は360度の旋回角度を持つが実際は上部構造物により射界に制限があった。発射速度は毎分8～10発であった。

### その他の備砲・雷装等
他に副武装として「1883年型 5.7cm（40口径）速射砲」を採用している。その性能は重量2.72kgの砲弾を仰角45度で射程7,955mまで届かせられるこの砲を単装砲架で1基を搭載した。砲架の俯仰能力は仰角60度・俯角8度である。さらに旋回角度は300度の旋回角度を持っていたが実際は上部構造物により射界を制限された。砲の旋回、砲身の上下・砲弾の装填の動力は人力を必要とし射速度は毎分20発である。他に「ヴィッカース 4cm（39口径）単装ポムポム砲」を単装砲架で1基、7.7mm（94口径）単装機銃4丁を装備した。

## 艦歴
「ファイアフライ」はヤーロー社スコッツタウン造船所にて1915年7月に竣工し、再度分解されて輸送船でイラクのアーバーダーン造船所で組み立てられ就役後はユーフラテス川で哨戒任務に就いた。
第一次世界大戦時の1915年12月1日にオスマン帝国軍によって鹵獲され、同海軍で「セルマーン・パーク(Selmân-ı Pâk)」として同年12月12日に就役したが、1917年2月26日に再びイギリス軍によって捕獲された。その後、イラクの反乱軍によって1924年6月14日に撃沈された。